# Adrien-Joseph Heymans
Adrien Joseph Heymans, nacido el 11 de junio de 1839 en Amberes, muerto en Bruselas, en diciembre de 1921, fue un dibujante y pintor paisajista belga, que también practicó la acuarela y la miniatura. Pintor de la Escuela de Barbizon, es considerado el padre espiritual de la Escuela de Calmpthout. Fue uno de los principales pintores impresionistas belgas.

## Biografía
Sexto hijo de Gaspard Peter Heymans, vidriero, y Elisabeth Wouters su esposa, que enviudó en 1846. Fue su tío, alcalde de Wechelderzande, un pequeño pueblo cerca de Amberes, quien lo educó y despertó su gusto por la naturaleza.
En 1853, a la edad de 14 años, ingresó en la Real Academia de Bellas Artes de Amberes y entró en el estudio del pintor Jacob Jacobs (1812-1879), y se hizo amigo de su compañero de estudios Isidore Meyers (1836-1917). Se matriculó un poco más tarde en la Real Academia de Bellas Artes de Bruselas.

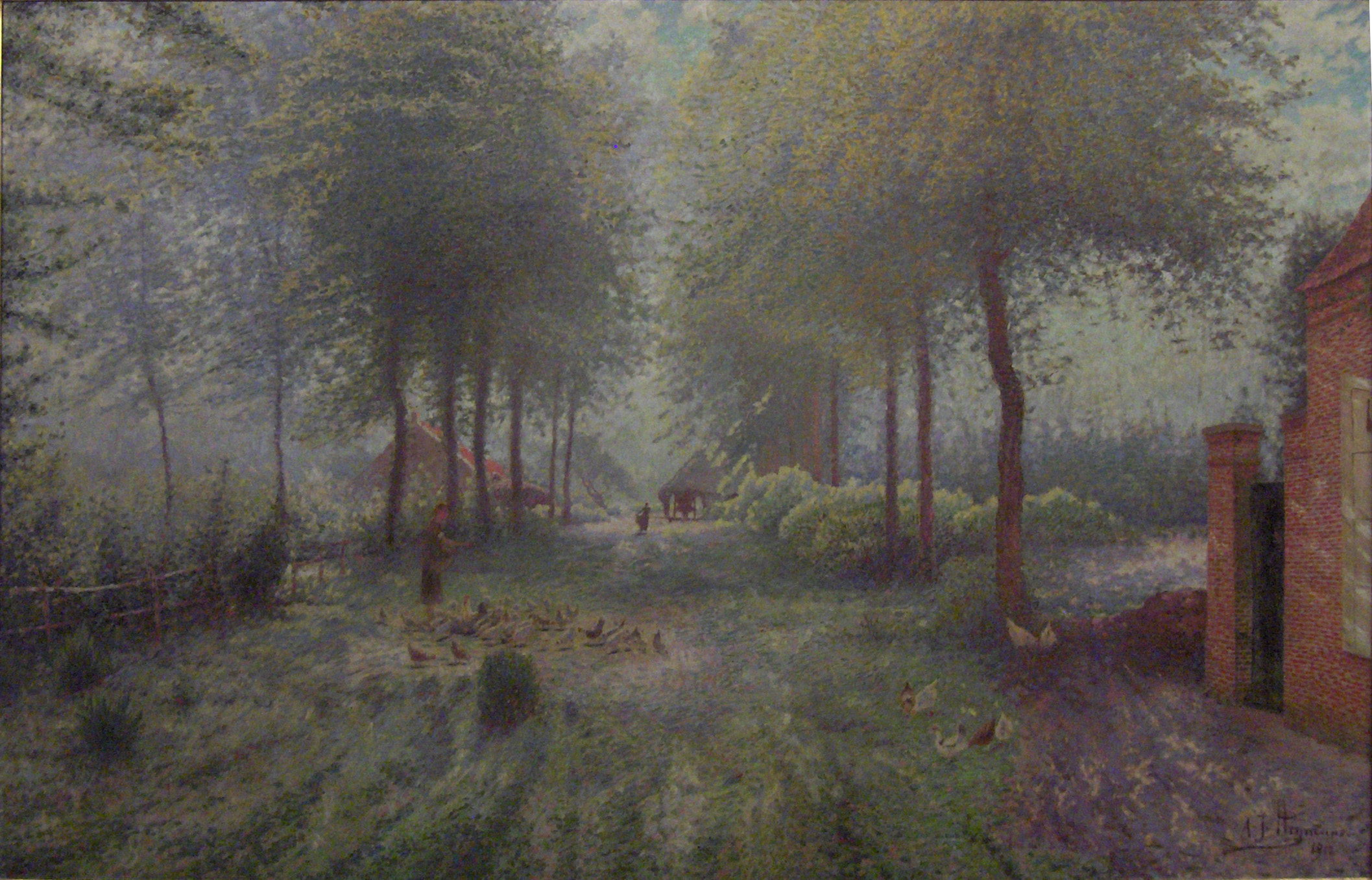
Bruma matinal (1912), Bruselas, Museos Reales de Bellas Artes de Bélgica.

Con su amigo Meyers, llegaron a París en 1855, para poder perfeccionar sus habilidades con Théodore Rousseau, Camille Corot, Charles-François Daubigny (1817-1878) y Jean-François Millet. Allí permanecerán hasta 1858, yendo a pintar al bosque de Fontainebleau y a Barbizon. Saldrán imbuidos de las influencias de los maestros de la escuela de Barbizon. Entonces Adriaan Joseph evolucionará hacia un estilo preimpresionista que se traduce en un aumento del colorido de sus lienzos del Salón de Bruselas a partir de 1860 donde obtiene la medalla de oro en 1865.

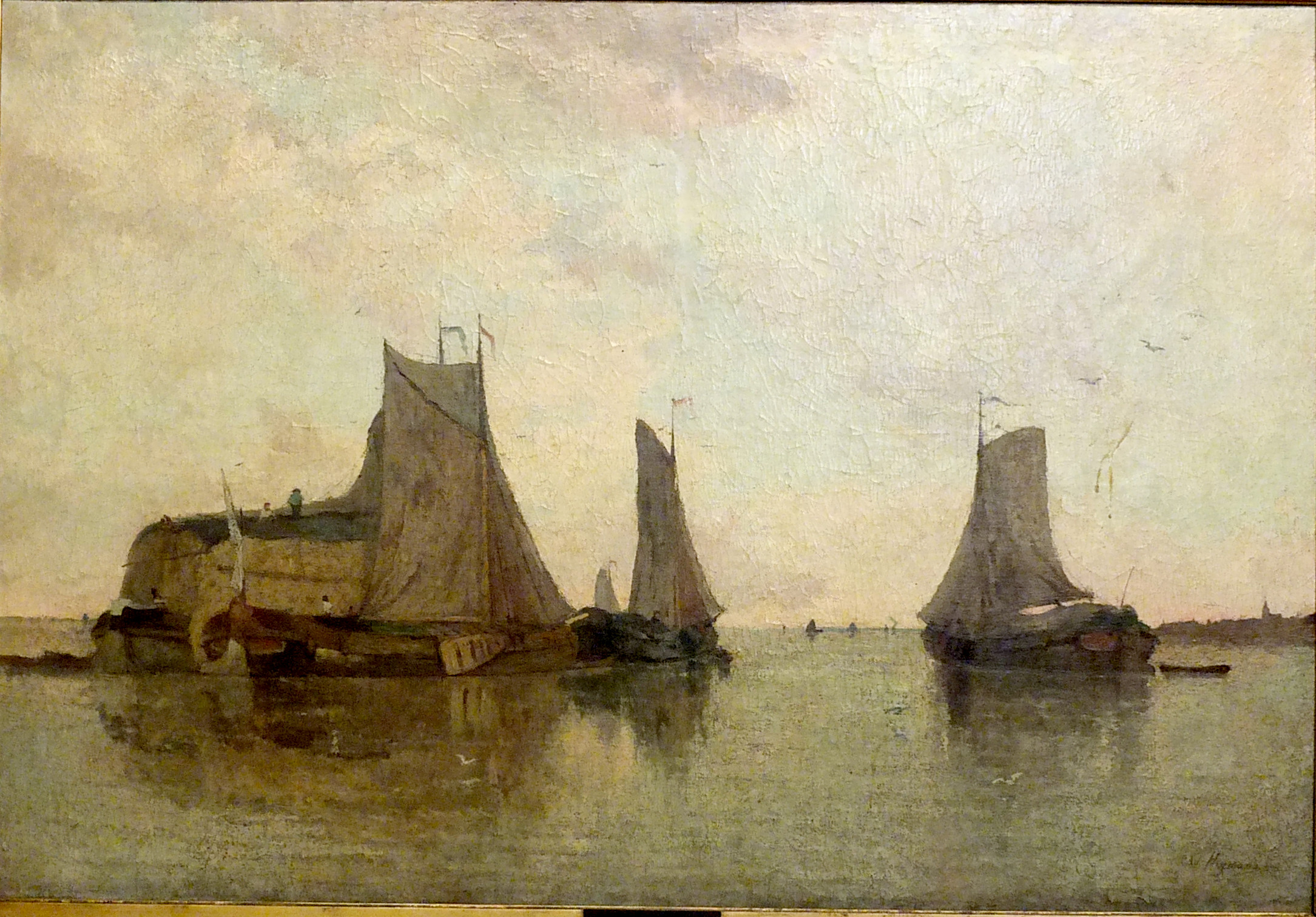
Dendermonde Town Hall - Scheldt

Después pintó al aire libre en las cercanías de Kalmthout y Wechelderzande, con otros artistas que iban a buscar su inspiración en los paisajes de los canales, pantanos, dunas y bosques de la Campine. Incluso se va a vivir a los lugares donde pinta en remolques y cobertizos de madera, para no perderse el juego de luces durante el día. Así nació la Escuela de Calmpthout con Isidore Meyers, Théodore Baron (1840-1899), Jacques Rosseels (1828-1912) y Florent Crabeels (1835-1896). La llamaban "la escuela de los grises", porque utilizaban sobre todo tonos grises y plateados.
También formó parte de la escuela de Dendermonde, cuando algunos pintores fueron a instalarse a orillas del Escalda cerca de Dendermonde. Entre 1873 y 1874 conoció al pintor y grabador holandés Louis Artan de Saint-Martin.

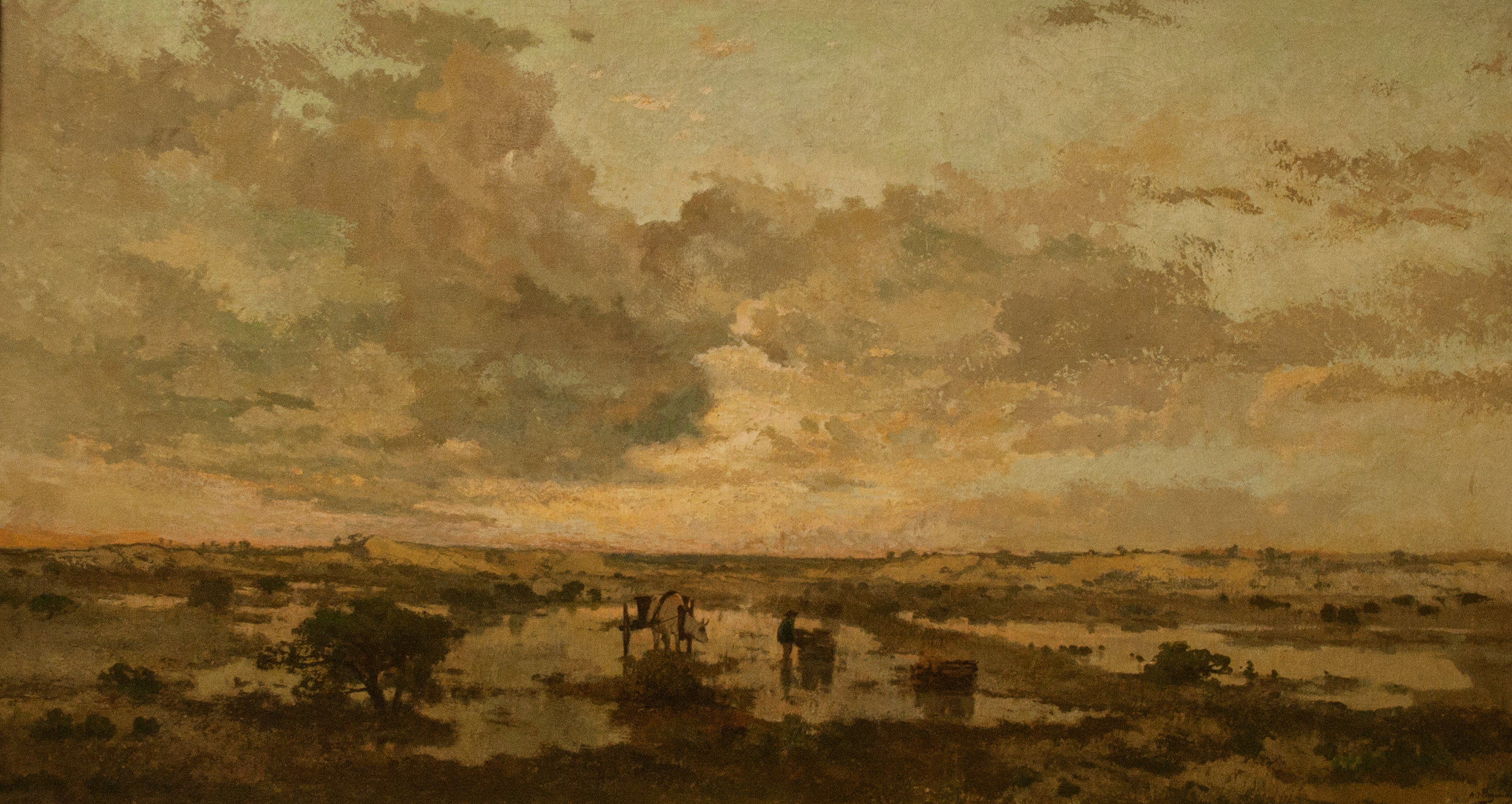
Adrien Joseph Heymans - Sunset on the Heath

Participó en el Salón del Círculo de los XIII en Amberes. Obtuvo una medalla de oro en Gante en 1878 y fue nombrado Oficial de la Orden de Leopoldo en 1881 y después Caballero de la Legión de Honor.
En 1884 se dedicó a la pintura en compañía de Henry van de Velde, quien tiempo después lo recomendó a Octave Maus, fundador del Círculo artístico de los XX.
En la década de 1890, volvió a instalarse en Kalmthout, su estilo se volvió postimpresionista, pero al final de su vida volvió a un estilo más influenciado por el realismo.
Es uno de los fundadores del Arte Contemporáneo y con Émile Claus del movimiento artístico de los Luministas: "Vida y Luz" (1904) y, en 1905, del grupo "Art d'Aujourd'hui".

Ganó el Gran Premio de Saint-Louis en los Estados Unidos en 1904 y el primer Premio de Buenos Aires (Argentina) en 1910.

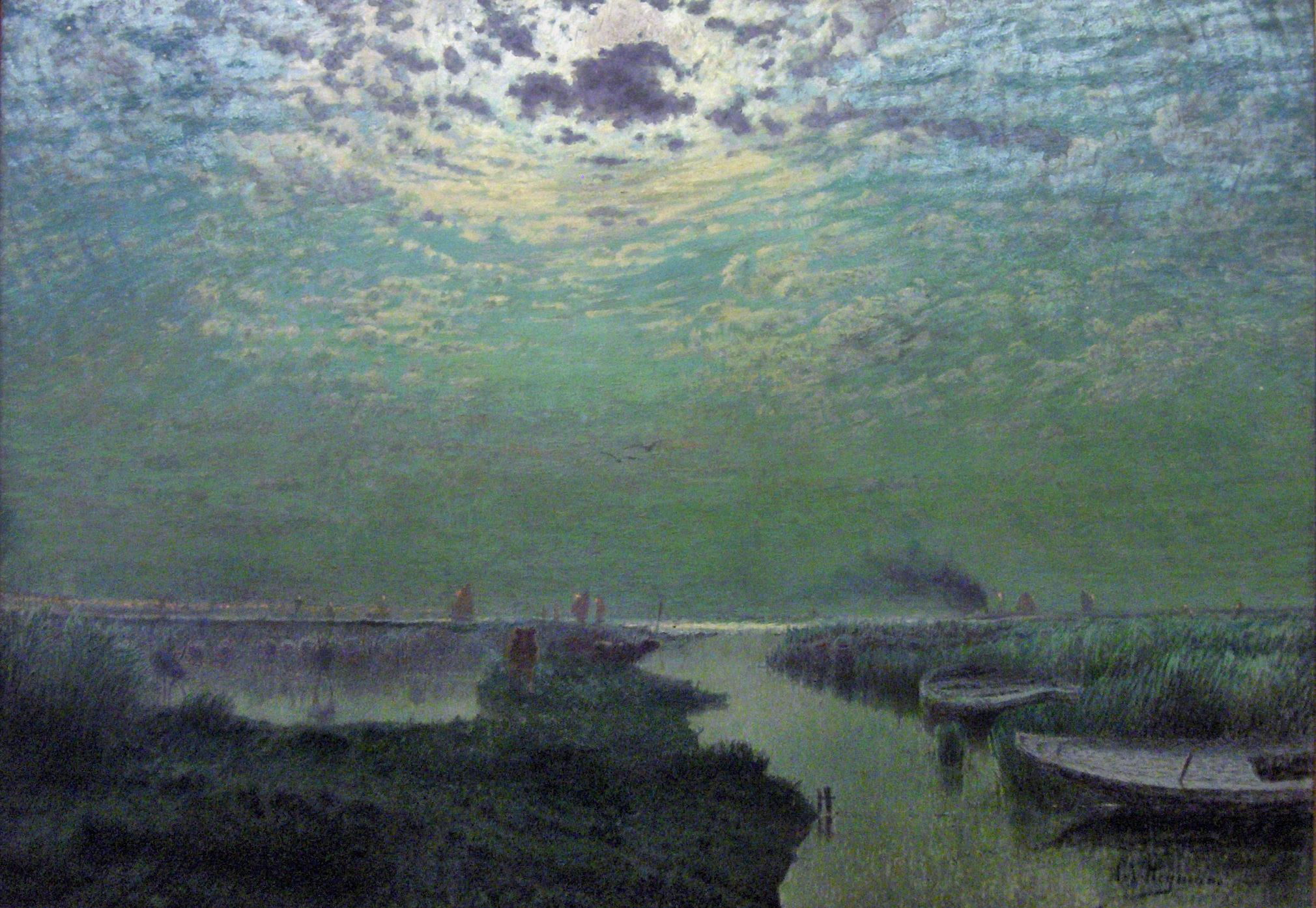
Cielo a la luz de la luna (1907), Bruselas, Museos Reales de Bellas Artes de Bélgica.

En 1913, su salud se deterioró y se vio obligado a abandonar la pintura.

## Obra
Su obra está expuesta sobre todo en los siguientes museos:
- Musée royal des Beaux-Arts d'Anvers
- Bruxelles, musées royaux des beaux-arts de Belgique: Ciel avec clair de lune (1907), Brume matinale (1912)
- Musée des beaux-arts de Gand: Soleil couchant dans la lande, huile sur toile[2]
- Musée des beaux-arts de Liège
- Musée royal des beaux-arts de Namur
- Musée communal des beaux-arts d'Ixelles
- Musée royal des beaux-arts de Dendermonde